# Echinopepon belizensis
Echinopepon belizensis là một loài thực vật có hoa trong họ Cucurbitaceae. Loài này được A.K.Monro & Stafford mô tả khoa học đầu tiên năm 1998.